# Mandarina chichijimana
Mandarina chichijimana é uma espécie de gastrópode  da família Camaenidae.
É endémica de Japão.